# Rhodesiella dimidiata
Rhodesiella dimidiata är en tvåvingeart som först beskrevs av Becker 1911.  Rhodesiella dimidiata ingår i släktet Rhodesiella och familjen fritflugor. Inga underarter finns listade i Catalogue of Life.